# Krzysztof Rutkowski (ekonomista)
Krzysztof Rutkowski – polski ekonomista, doktor habilitowany nauk ekonomicznych.

## Życiorys
W 1974 r. ukończył studia w Szkole Głównej Planowania i Statystyki, w 1981 r. obronił pracę doktorską, w 1988 r. habilitował się. Został zatrudniony w Szkole Głównej Handlowej w Warszawie. Był przewodniczącym Polskiego Towarzystwa Logistycznego.
Jest promotorem 8 prac doktorskich.